# 마담 랙커처
마담 랙커처(Madame Racketeer)는 미국에서 제작된 알렉산더 홀 감독의 1932년 코미디 영화이다. 알리슨 스킵워스 등이 주연으로 출연하였다.

## 출연

### 주연
- 알리슨 스킵워스
- 리처드 베넷

### 조연
- 조지 래프트
- 존 브리던
- 이블린 냅
- 로버트 맥웨이드
- J. 파렐 맥도널드